# 684部隊
684部隊（韓語：684 부대），正式番號為大韓民國空軍第2325大隊第209特遣隊（2325전대 209파견대）[註1]，是一支於冷戰時期秘密創建的派北敢死部隊，唯一任務是暗殺朝鮮領導人金日成。

## 創建
1968年1月19日，發生了朝鮮124部隊越境、企圖襲擊韓國總統朴正熙的青瓦台事件。為了進行報復，在中央情報部（KCIA，今國家情報院）部長金炯旭的任內下達了創立特殊部隊、以派北實施暗殺行動的命令，並編入韓國空軍2325大隊之下，教育隊長則由空降部隊的軍官金淳雄（김순웅）出任。31名隊員是從社會上的輕度刑事犯或失業者中招攬而入的，甚至有7名「失蹤」人士秘密入隊。當局承諾他們若是參加特遣隊完成任務，就會獲得賞金、榮譽和就業機會。
與刺殺朴正熙未遂的朝鮮124部隊相同，韓國684部隊的兵力也是31人，隊名「684」則是代表創隊時間的1968年4月。之後，所有隊員送至仁川外海、黃海中的無人小嶼實尾島接受嚴苛的特殊訓練，31人中共有7人在殘酷的過程中死亡。但1970年代韓國中央情報部長李厚洛會晤朝鮮副總理朴成商談南北事務、使雙邊對峙緩解之後，暗殺任務便遭到軍方取消。

## 實尾島事件
1971年8月23日，由於為了向政府抗議待遇不公，隊員們發動武裝叛變，殺害了島上教育隊和守衛隊的教官，但基於不明原因留了6名活口。之後，他們從仁川登上本土，並於松島（송도，仁川延壽區地名）挾持一輛客運巴士朝首都漢城（今首爾）進發，沿途和多個軍警單位發生槍戰，但未能到達青瓦台的總統府，就在漢江以南的永登浦區大方洞（대방동）被韓國陸軍的重兵和裝甲車攔阻。最後684部隊的隊員們在柳韓洋行前停下的巴士上引爆手榴彈，終止了這場叛變事件。共計20多名隊員在實尾島一案中死於軍警開槍和手榴彈自爆，而最後存活的四人全部在被捕後送上軍事法庭，遭處死刑，在1972年3月10日執行槍決。

## 後續發展
實尾島事件的相關檔案在朴正熙、全斗煥時代都處於封印或隱藏狀態，直至1990年代才重見天日，並因為2003年電影《實尾島風雲》的上映而獲得公眾關注。但大韓民國政府在2006年時，仍只公開了一份關於684部隊和實尾島事件的報告書。
2009年，684部隊21名隊員的遺族向韓國政府求償6.7億韓元。2010年5月19日，首爾中區地方法院作出判決，使韓政府必須支付2.73億韓元作為家屬補償金。中區法院在判決中認定「實尾島的派北人員沒獲知訓練過程中伴隨的危險、以及訓練的嚴苛性質對其基本人權造成的侵害」，也認定韓國政府遲至2006年才發布死訊的措施，傷害到了遇難者家屬。